# Chgrp
Příkaz chgrp slouží v systému Unix ke změně skupiny souborů. Změna skupiny se využívá tehdy, pokud vlastník potřebuje zpřístupnit soubor jiné skupině, než ve které byl soubor vytvořen.

## Syntaxe příkazu
Příkaz chgrp [volby] … skupina soubor nastaví skupinu u definovaného souboru na určitou konkrétní novou hodnotu.
Příkaz chgrp [volby] … --reference=RFILE soubor nastavit skupinu u souboru na skupinu definovanou u jiného souboru (v příkladu RFILE).

## Příklady použití
Změna skupiny souboru text.txt na hodnotu DRUZI
```
$ chgrp DRUZI text.txt
```

Změna skupiny všech souborů a adresářů v kořenovém adresáři na PRVNI
```
$ chgrp -R --no-preserve-root PRVNI /
```

Změna skupiny souboru text.txt na stejnou skupinu, jakou má definovánu soubor story.txt
```
$ chgrp --reference=story.txt text.txt
```